# Knud Hansen (kunstner)
 For alternative betydninger, se Knud Hansen. (Se også artikler, som begynder med Knud Hansen)
Knud Erik Hansen (født 9. april 1936 i Nørre Åby, død 18. august 1988 på Kalymnos, Grækenland) var en dansk maler og grafiker.
Hansen blev optaget på Kunstakademiet på malerskolen i København, her befandt han sig dog ikke særlig godt, og efter kort tid blev han derfor anbefalet at søge over på grafisk skole. Her gik det meget bedre, sikkert på grund af skolens særlige værkstedsmiljø, hvor rutinerede grafikere mødtes med eleverne til gensidig inspiration. Flere af de etablerede kunstnere, der havde deres gang på skolen, bl.a. Søren Hjorth Nielsen og Rasmus Nellemann, de kom til at betyde meget for hans fortsatte karriere.
Knud Hansen er rigtigt repræsenteret på Trapholt, Vejle Kunstmuseum og Fuglsang Kunstmuseum.